# Xí nghiệp đầu máy điện Kim Chong-t'ae
Xí nghiệp đầu máy điện Kim Chong-t'ae (tiếng tiếng Hàn: 김종태전기기관차연합기업소) ở Bình Nhưỡng là nhà sản xuất thiết bị đường sắt lớn nhất của Bắc Triều Tiên. Xí nghiệp này được thành lập vào tháng 11 năm 1945 tại khu vực Tây Thành của thủ đô Bình Nhưỡng, nó có vị trí gần với trường Đại học Đường sắt Bình Nhưỡng và ga Tây Bình Nhưỡng của Đường sắt Nhà nước Triều Tiên, xí nghiệp này cũng sản xuất và đại tu đầu máy điện và đầu máy diesel, xe khách, xe điện và tàu điện ngầm. Nó trực thuộc Bộ Đường sắt Bắc Triều Tiên.

## Lịch sử

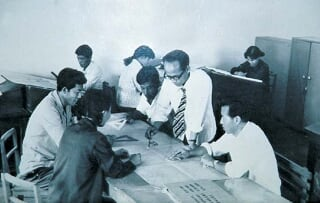
Nhóm thiết kế bắt tay vào thiết kế loại đầu máy Red Flag 1 vào năm 1960.

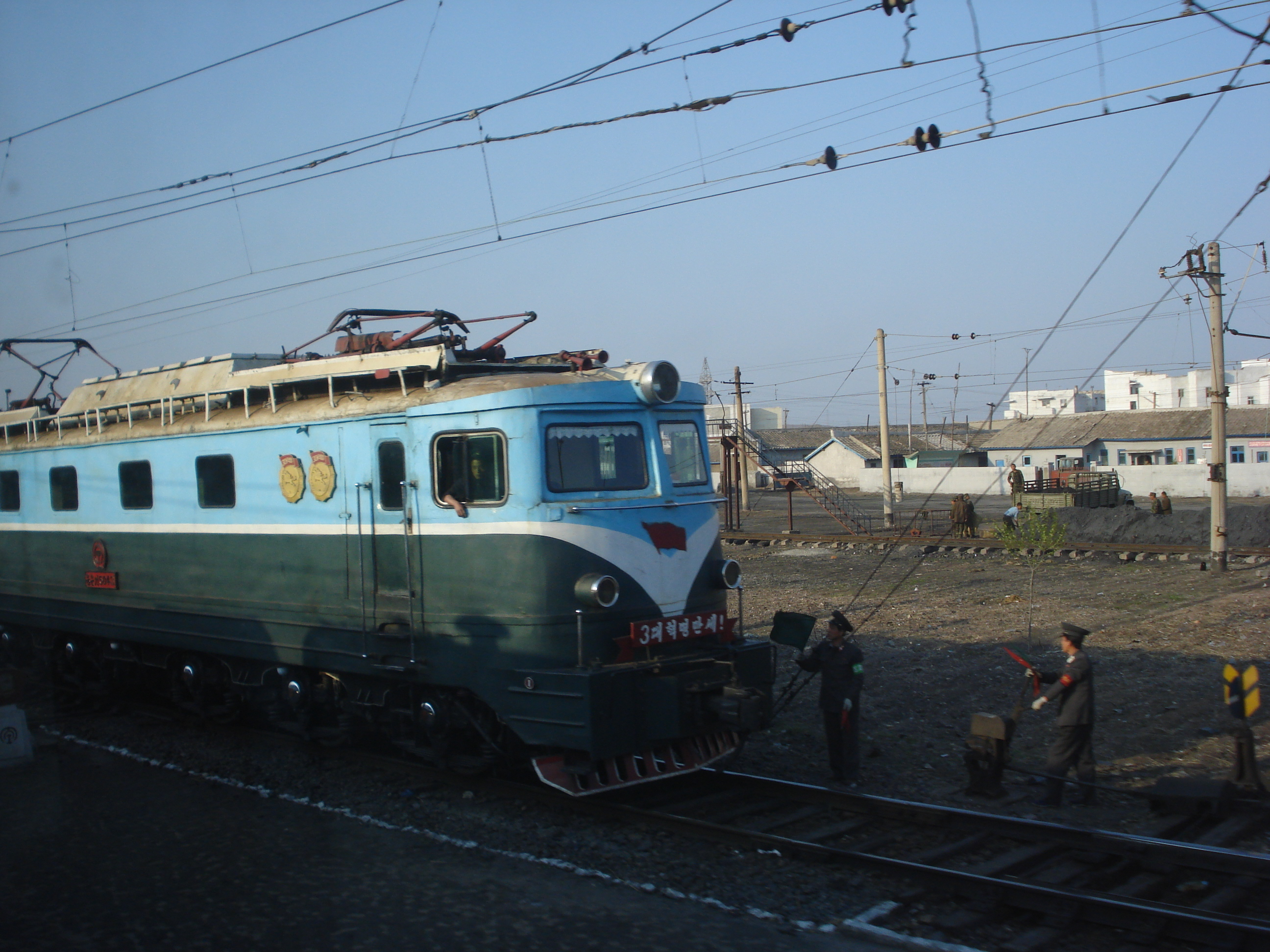
Loại đầu máy Red Flag 1: Đầu máy sản xuất trong nước đầu tiên của Bắc Triều Tiên.

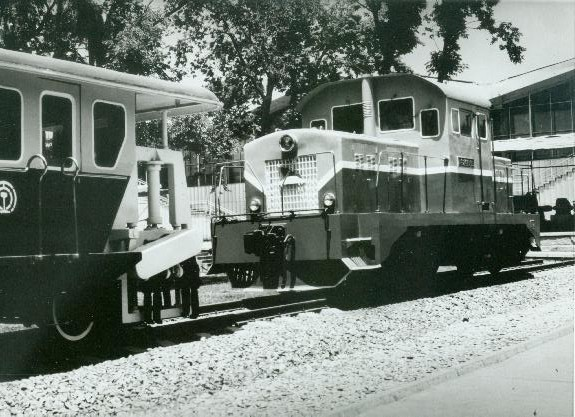
Đầu máy diesel khổ hẹp do Xí nghiệp Kim Chong-t'ae chế tạo năm 1972.

Ban đầu, xí nghiệp được thành lập như một cơ sở sửa chữa toa xe trong thời kỳ Nhật Bản chiếm đóng Triều Tiên, nó trở thành Nhà máy Đường sắt Tây Bình Nhưỡng thuộc sở hữu của nhà nước vào ngày 10 tháng 11 năm 1945. Năm 1960, cơ sở này đã sửa chữa 210 đầu máy hơi nước, 1.800 toa hàng và 120 toa hành khách. Nó được mở rộng với sự hỗ trợ của Ba Lan vào cuối những năm 1950 để sản xuất đầu máy tàu hoả điện, việc mở rộng cơ sở sản xuất được hoàn thành vào ngày 29 tháng 8 năm 1959. Năm 1961 nó được đổi tên thành Xí nghiệp đầu máy điện Bình Nhưỡng, và đầu máy điện đầu tiên được chế tạo và sản xuất tại xí nghiệp này vào năm 1961, đây cũng là đầu máy điện đầu tiên được chế tạo và sản xuất ở Bắc Triều Tiên, xí nghiệp này đã được Kim Nhật Thành trao tặng huân chương sau chuyến thăm của ông. Kim Nhật Thành đã có một chuyến thăm khác đến xí nghiệp này vào ngày 27 tháng 9 năm 1987, để kiểm tra đơn vị sản xuất đầu tiên đã hoàn thành của đầu máy điện 8 trục có khớp nối thuộc loại Red Flag 6.
Sau vụ hành quyết nhà hoạt động cách mạng Hàn Quốc, Kim Chong-t'ae, một thành viên của Đảng Cách mạng Thống nhất, xí nghiệp này được đổi tên để vinh danh ông vào năm 1969.

## Hoạt động sản xuất

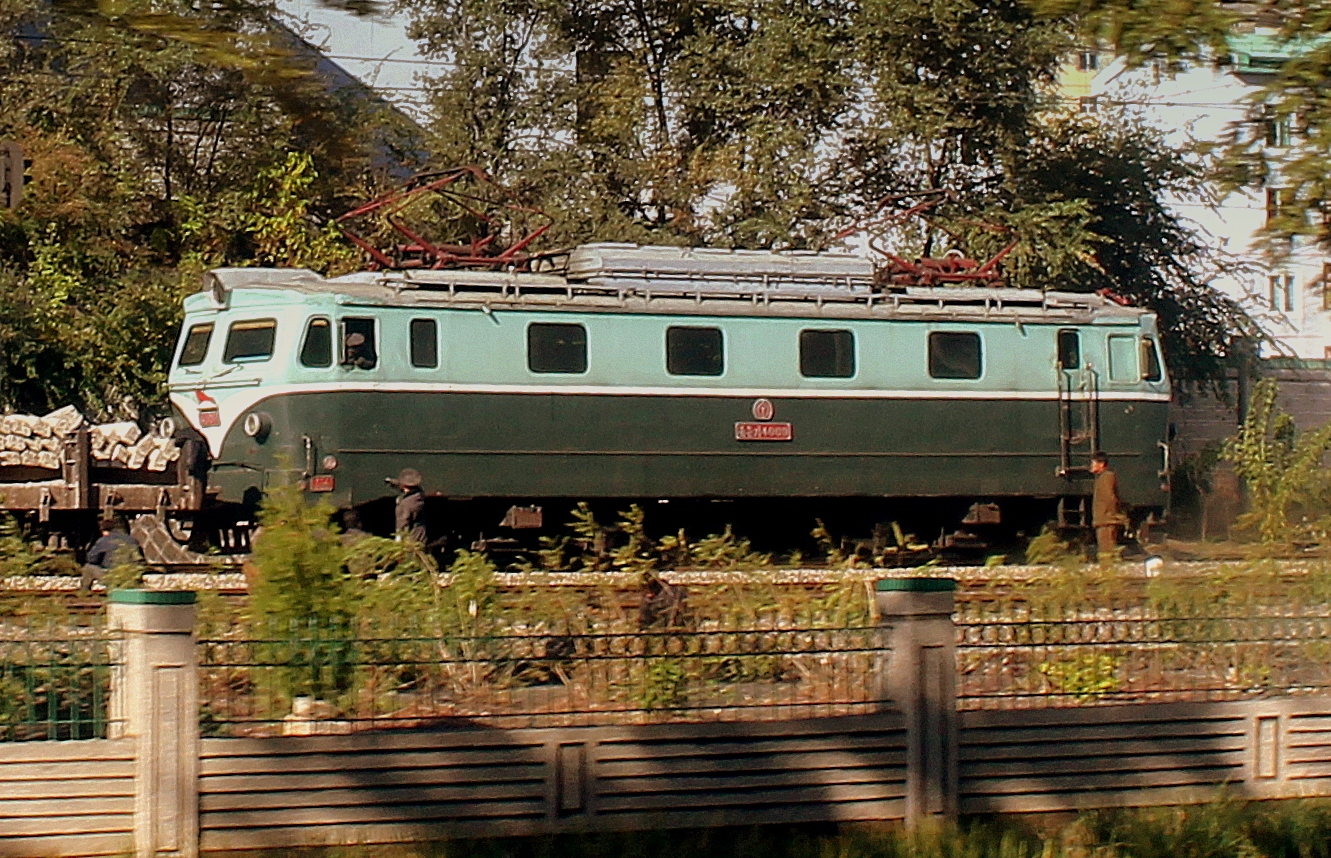
Một đầu máy điện thuộc loại Red Flag 2 ở Bình Nhưỡng.

Là xí nghiệp duy nhất ở Bắc Triều Tiên có khả năng sản xuất đầu máy điện và đầu máy diesel. Lịch sử của Xí nghiệp đầu máy điện Kim Chong-t'ae gắn liền với lịch sử của động cơ diesel và điện ở Bắc Triều Tiên.
Từ năm 1961, xí nghiệp này có công suất đóng mới 30 đầu máy điện mỗi năm bên cạnh việc sửa chữa và đóng mới các toa hành khách. Hiện tại, cơ sở này có diện tích 400,000 m2 (4.305,56 foot vuông), trong đó các cơ sở xây dựng có diện tích 130,000 m2 (1.399,31 foot vuông) được chia thành 15 xưởng. Xí nghiệp này bao gồm 5000 công nhân. Có khả năng tiếp nhận từ 100-110 đầu máy điện/năm, trong đó có thể đóng mới từ 30-50 đầu máy; sản lượng lớn nhất trong một năm là đóng mới 60 đầu máy.

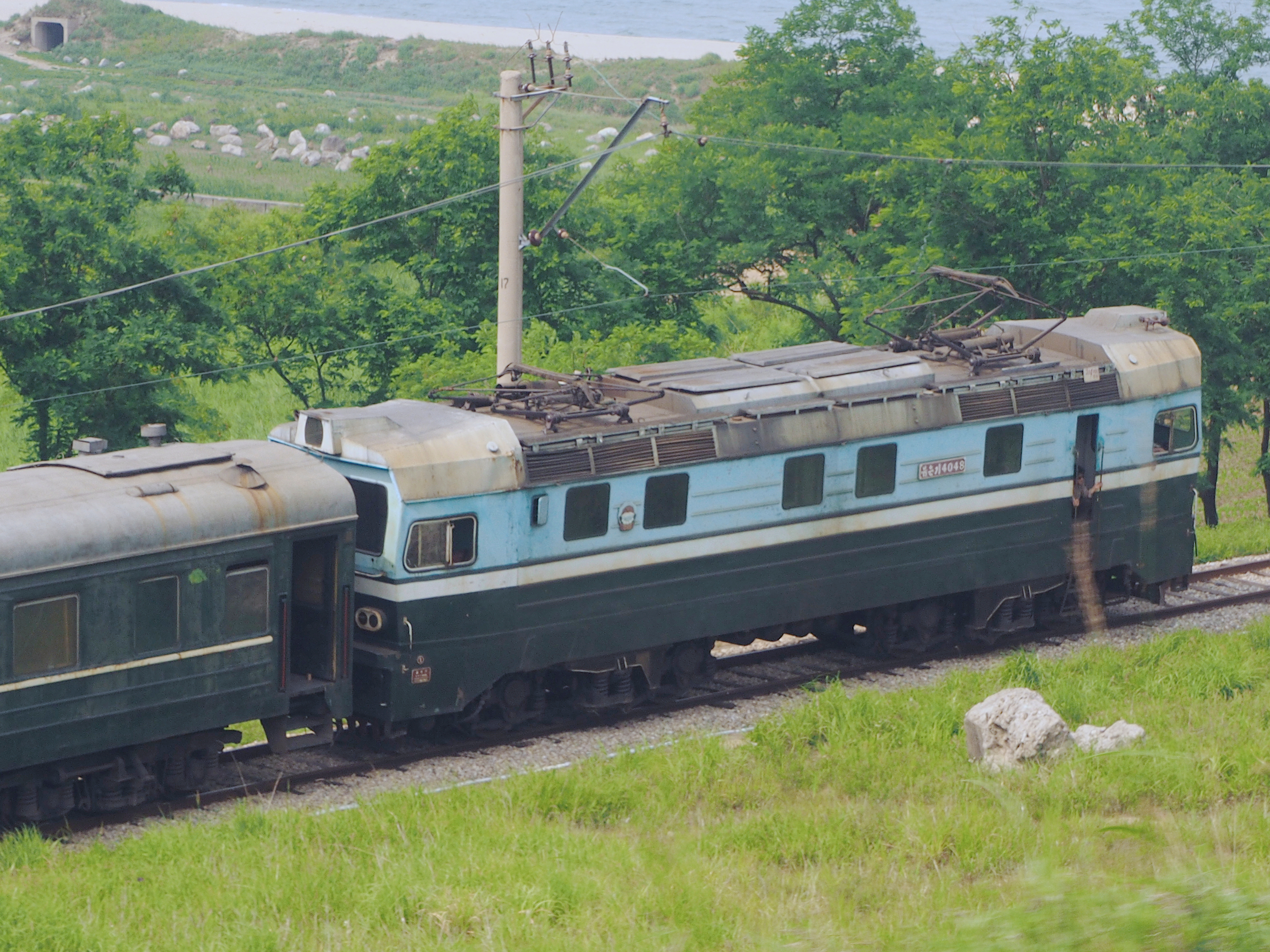
Đầu máy điện thuộc loại Ch'ŏngnyŏnjŏl Kinyŏm được chế tạo tại Xí nghiệp Kim Chong-t'ae.

Bắc Triều Tiên sản xuất đầu máy điện đầu tiên của mình vào năm 1961, đó là loại đầu máy Red Flag 1. Kể từ đó, Xí nghiệp Kim Chong-t'ae đã sản xuất một số loại đầu máy khác, chẳng hạn như đầu máy khớp nối loại Red Flag 6 và một số loại điện khác, đầu máy diesel loại Kŭmsong và Saebyŏl cùng với các động cơ diesel khác, tàu điện 4 đoạn loại Chủ thể và nhiều đầu máy diesel và đầu máy điện khác nhau để chạy trên loại đường sắt khổ hẹp. Trong những năm gần đây, nhà máy cũng đã sản xuất xe điện theo thiết kế công ty kĩ thuật ČKD Tatra, Séc.
Kể từ những năm 1990, một chủ trương quan trọng là chuyển đổi đầu máy diesel sang hoạt động bằng điện. Dự án lớn nhất như vậy cho đến nay là chuyển đổi đầu máy diesel kiểu M62 do Liên Xô chế tạo sang hoạt động bằng điện, tạo ra đầu máy loại Kanghaenggun.
Sau chuyến thăm của nhà lãnh đạo Bắc Triều Tiên Kim Chính Nhật vào ngày 5 tháng 1 năm 2002, xí nghiệp bắt đầu làm việc trên một loạt các đầu máy điện mới, cuối cùng đã cho ra sản phẩm mới nhất của họ, với động cơ 2.700 kW (3.600 hp). Đầu máy chở hàng điện loại Sŏngun Red Flag có động cơ không đồng bộ với tốc độ tối đa 120 kilômét trên giờ (75 mph). Nguyên mẫu đầu tiên được công bố vào ngày 5 tháng 1 năm 2011 và các phiên bản sản xuất đã bắt đầu đi vào hoạt động.
Nhà máy cũng đã sản xuất một đoàn tàu cho hệ thống tàu điện ngầm Bình Nhưỡng, được công bố trong một buổi lễ tại xí nghiệp vào ngày 23 tháng 10 năm 2015, với sự tham dự của nhà lãnh đạo tối cao Kim Chính Ân. Đoàn tàu được bàn giao vào cuối năm 2015 và đi vào hoạt động vào tháng 1 năm 2016.
Mẫu đầu máy hiện tại bao gồm đầu máy xe lửa 4 trục Sŏngun Red Flag, có động cơ 3.160 kW (4.240 hp). Loại đầu máy điện Red Flag 5400 Bo-Bo-Bo, có động cơ 4.200 kW (5.600 hp). Đầu máy điện khớp nối loại Red Flag 7, có động cơ thấp hơn 249 kW (334 hp) với đầu máy chạy động cơ diesel-thủy lực và 176 kW (236 hp) với đầu máy diesel-cơ khí, đầu máy điện chạy khổ hẹp và 551 kW (739 hp) với đầu máy diesel chạy khổ hẹp. Đoàn tàu mới cho hệ thống tàu điện ngầm Bình Nhưỡng có thể sẽ sớm được đưa vào sản xuất.

## Các sản phẩm

### Đầu máy điện

#### Đầu máy mới
- Nhóm 100 - bản rời của loại SD theo kiểu E 499.1 của Tiệp Khắc.
- Nhóm 170 - đầu máy xe lửa điện chạy cắt ngang qua trung tâm xe điện Bo-Bo.
- Nhóm 200 - đầu máy xe lửa điện chạy cắt ngang qua trung tâm xe điện Bo-Bo.
- Nhóm 300 - đầu máy xe lửa điện chạy cắt ngang qua trung tâm xe điện Bo-Bo.
- Nhóm 500 - đầu máy xe lửa chạy bằng điện tại trung tâm xe điện Bo-Bo.
- Loại Red Flag 1 & 2 - đầu máy điện vạn năng. Đầu máy điện này được sản xuất hàng loạt, đây là loại đầu máy được sản xuất đầu tiên trong nước của Bắc Triều Tiên; gồm hơn 150 đầu máy, có thể gần 400 đầu máy đã được chế tạo. Dựa trên đầu máy Škoda loại 22E2.
- Loại Red Flag 6 - đầu máy vận tải hàng hóa bằng điện có khớp nối hạng nặng.
- Loại Red Flag 7 - đầu máy vận chuyển hàng hóa bằng điện có khớp nối hạng nặng.
- Loại Red Flag 2000 - đầu máy điện chủ yếu dùng cho tàu khách.
- Loại Ch'ŏngnyŏnjŏl Kinyom - đầu máy chở hàng và chở khách bằng điện, được đánh số trong nhóm 4000 và 90000.
- Loại Saebyŏl 1000 - có ít nhất 79 chiếc được chế tạo trong trung tâm xe điện.
- Nhóm Saebyŏl 3000 - đầu máy điện có công suất trung bình được chuyển đổi cho hoạt động điện bởi Xí nghiệp đầu máy điện Kim Chong-t'ae; giữ lại số ban đầu sau khi chuyển đổi.
- Loại Sŏngun Red Flag - đầu máy xe lửa chở hàng chạy bằng điện mới với động cơ không đồng bộ.

#### Đầu máy trao đổi
- Nhóm 150 - được trao đổi từ Hungary - để chế tạo bộ động cơ diesel chuyển mạch cho đầu máy Ganz DVM-4.
- Loại Kanghaenggun - đầu máy chở hàng điện được chuyển đổi từ đầu máy diesel loại M62 và loại Kŭmsŏng.

### Đầu máy diesel

#### Đầu máy mới
- Loại Saebyŏl 3000 - đầu máy xe lửa chạy bằng thủy lực-diesel với công suất trung bình; có một số đầu máy đã được chuyển sang hoạt động bằng điện.
- Loại Kŭmsŏng - đây là bản sao của đầu máy diesel hạng nặng kiểu M62 của Liên Xô; một số đầu máy đã được chuyển sang hoạt động bằng điện.
- Loại Red Flag - chạy động cơ diesel.

### Đầu máy điện

#### Đầu máy mới
- Chủ thể - là tàu điện động lực phân tán đa hệ thống tốc độ cao bốn phần được xây dựng vào năm 1976. Có một chiếc duy nhất được chế tạo.
- Loại Red Flag 900 - đầu máy điện kết hợp độc đáo có phần chở khách.

#### Đầu máy trao đổi
- Nhóm 150 - các tuyến tàu điện ngầm Bình Nhưỡng trước đây, loại D đã qua sử dụng ở Berlin, được chuyển đổi để hoạt động như các tàu điện động lực phân tán khác chạy trên tuyến chính.
- Nhóm 500 - các tuyến tàu điện ngầm Bình Nhưỡng trước đây, loại GI đã qua sử dụng từ Berlin, được chuyển đổi để hoạt động như các tàu điện động lực phân tán khác chạy trên tuyến chính.
- Nhóm 1000 - trước đây là tàu của tuyến tàu điện ngầm Bình Nhưỡng, được chế tạo mới cho Bắc Triều Tiên bởi Công ty Phương tiện đường sắt Trường Xuân của Trung Quốc vào năm 1972, sau đó được chuyển đổi để hoạt động như các tàu điện động lực phân tán khác chạy trên tuyến chính.